# Kip Miller
Pour les articles homonymes, voir Miller.
Kip Miller (né le 11 juin 1969 à Lansing, Michigan aux États-Unis) est un joueur professionnel américain de hockey sur glace.

## Carrière de joueur
Repêché par les Nordiques de Québec en 1987, il connaît une excellente carrière universitaire avant de faire le saut chez les professionnels. Il est nommé à quelques reprises sur les équipes d'étoiles en plus de remporter le trophée Hobey Baker remis au terme de chaque saison au meilleur joueur universitaire de la National Collegiate Athletic Association.
Il débute chez les professionnels lors de la saison 1990-1991, jouant pour les Nordiques dans la Ligue nationale de hockey mais aussi avec leur club-école, les Citadels d'Halifax dans la Ligue américaine de hockey. Il est échangé au cours de la saison suivante aux North Stars du Minnesota. Joueur prolifique dans les ligues mineures, il ne réussit pas à s'imposer dans la LNH changeant souvent de club lors des années qui suivirent.
En 1994-1995, il connaît une saison de rêve dans la Ligue internationale de hockey. Il totalise 106 points en saison régulière en plus des 29 autres points en séries éliminatoires. Il remporte cette saison-là la Coupe Turner avec les Grizzlies de Denver ainsi que le trophée N.-R.-« Bud »-Poile remis au joueur le plus utile lors des séries d'après saison. Il continue à être dominant les saisons suivantes, sans toutefois réussir à remonter pour de bon dans la LNH.
Il faut attendre en 1998-1999 pour voir une équipe de la LNH, les Penguins de Pittsburgh, lui donner une réelle chance de se faire valoir dans la ligue. Il répond aux attentes, jouant 77 parties et marquant 42 points. La saison suivante, sa production diminue un peu et il est échangé aux Mighty Ducks d'Anaheim pour y terminer la saison. Les Penguins lui offrent un contrat aussitôt la saison terminé mais cette fois, il ne joue pas toute la saison dans la grande ligue.
En 2001-2002, n'ayant pas de contrat avec un club de la LNH, il commence la saison avec les Griffins de Grand Rapids dans la LAH. Les Islanders de New York, ayant besoin d'un centre, font appel à ses services en janvier 2002. Ses bonnes performances à New York lui permettent de signer avec les Capitals de Washington à l'été 2003. Il connaît alors sa meilleure saison dans la LNH avec 50 points lors de sa première saison à Washington. Il joue une autre saison avant de retourner dans la ligue américaine pour 3 autres saisons.

## Statistiques
Pour les significations des abréviations, voir Statistiques du hockey sur glace.
| Saison     | Équipe                     | Ligue      |     | Saison régulière | Saison régulière | Saison régulière | Saison régulière | Saison régulière |    | Séries éliminatoires | Séries éliminatoires | Séries éliminatoires | Séries éliminatoires | Séries éliminatoires |
| Saison     | Équipe                     | Ligue      | PJ  | B                | A                | Pts              | Pun              | PJ               | B  | A                    | Pts                  | Pun                  |                      |                      |
| 1984-1985  | Compuware de Détroit       | MNHL       | 65  | 69               | 63               | 132              | -                | -                | -  | -                    | -                    | -                    |                      |                      |
| 1985-1986  | Compuware de Détroit       | GLJHL      | 30  | 25               | 28               | 53               | -                | -                | -  | -                    | -                    | -                    |                      |                      |
| 1986-1987  | Spartans de Michigan State | NCAA       | 45  | 22               | 20               | 42               | 94               | -                | -  | -                    | -                    | -                    |                      |                      |
| 1987-1988  | Spartans de Michigan State | NCAA       | 39  | 16               | 25               | 41               | 51               | -                | -  | -                    | -                    | -                    |                      |                      |
| 1988-1989  | Spartans de Michigan State | NCAA       | 47  | 32               | 45               | 77               | 94               | -                | -  | -                    | -                    | -                    |                      |                      |
| 1989-1990  | Spartans de Michigan State | NCAA       | 45  | 48               | 53               | 101              | 60               | -                | -  | -                    | -                    | -                    |                      |                      |
| 1990-1991  | Citadels d'Halifax         | LAH        | 66  | 36               | 33               | 69               | 40               | -                | -  | -                    | -                    | -                    |                      |                      |
| 1990-1991  | Nordiques de Québec        | LNH        | 13  | 4                | 3                | 7                | 7                | -                | -  | -                    | -                    | -                    |                      |                      |
| 1991-1992  | Citadels d'Halifax         | LAH        | 24  | 9                | 17               | 26               | 8                | -                | -  | -                    | -                    | -                    |                      |                      |
| 1991-1992  | Wings de Kalamazoo         | LIH        | 6   | 1                | 8                | 9                | 4                | 12               | 3  | 9                    | 12                   | 12                   |                      |                      |
| 1991-1992  | Nordiques de Québec        | LNH        | 36  | 5                | 10               | 15               | 12               | -                | -  | -                    | -                    | -                    |                      |                      |
| 1991-1992  | North Stars du Minnesota   | LNH        | 3   | 1                | 2                | 3                | 2                | -                | -  | -                    | -                    | -                    |                      |                      |
| 1992-1993  | Wings de Kalamazoo         | LIH        | 61  | 17               | 39               | 56               | 59               | -                | -  | -                    | -                    | -                    |                      |                      |
| 1993-1994  | Blades de Kansas City      | LIH        | 71  | 38               | 54               | 92               | 51               | -                | -  | -                    | -                    | -                    |                      |                      |
| 1993-1994  | Sharks de San José         | LNH        | 11  | 2                | 2                | 4                | 6                | -                | -  | -                    | -                    | -                    |                      |                      |
| 1994-1995  | Grizzlies de Denver        | LIH        | 71  | 46               | 60               | 106              | 54               | 17               | 15 | 14                   | 29                   | 8                    |                      |                      |
| 1994-1995  | Islanders de New York      | LNH        | 8   | 0                | 1                | 1                | 0                | -                | -  | -                    | -                    | -                    |                      |                      |
| 1995-1996  | Ice d'Indianapolis         | LIH        | 73  | 32               | 59               | 91               | 46               | 5                | 2  | 6                    | 8                    | 2                    |                      |                      |
| 1995-1996  | Blackhawks de Chicago      | LNH        | 10  | 1                | 4                | 5                | 2                | -                | -  | -                    | -                    | -                    |                      |                      |
| 1996-1997  | Wolves de Chicago          | LIH        | 43  | 11               | 41               | 52               | 32               | -                | -  | -                    | -                    | -                    |                      |                      |
| 1996-1997  | Ice d'Indianapolis         | LIH        | 37  | 17               | 24               | 41               | 18               | 4                | 2  | 2                    | 4                    | 2                    |                      |                      |
| 1997-1998  | Grizzlies de l'Utah        | LIH        | 72  | 38               | 59               | 97               | 30               | 4                | 3  | 2                    | 5                    | 10                   |                      |                      |
| 1997-1998  | Islanders de New York      | LNH        | 9   | 1                | 3                | 4                | 2                | -                | -  | -                    | -                    | -                    |                      |                      |
| 1998-1999  | Penguins de Pittsburgh     | LNH        | 77  | 19               | 23               | 42               | 22               | 13               | 2  | 7                    | 9                    | 19                   |                      |                      |
| 1999-2000  | Penguins de Pittsburgh     | LNH        | 44  | 4                | 15               | 19               | 10               | -                | -  | -                    | -                    | -                    |                      |                      |
| 1999-2000  | Mighty Ducks d'Anaheim     | LNH        | 30  | 6                | 17               | 23               | 4                | -                | -  | -                    | -                    | -                    |                      |                      |
| 2000-2001  | Griffins de Grand Rapids   | LIH        | 34  | 16               | 19               | 35               | 12               | 10               | 5  | 8                    | 13                   | 2                    |                      |                      |
| 2000-2001  | Penguins de Pittsburgh     | LNH        | 33  | 3                | 8                | 11               | 6                | -                | -  | -                    | -                    | -                    |                      |                      |
| 2001-2002  | Griffins de Grand Rapids   | LAH        | 41  | 21               | 35               | 56               | 27               | -                | -  | -                    | -                    | -                    |                      |                      |
| 2001-2002  | Islanders de New York      | LNH        | 37  | 7                | 17               | 24               | 6                | 7                | 4  | 2                    | 6                    | 2                    |                      |                      |
| 2002-2003  | Capitals de Washington     | LNH        | 72  | 12               | 38               | 50               | 18               | 5                | 0  | 2                    | 2                    | 2                    |                      |                      |
| 2003-2004  | Capitals de Washington     | LNH        | 66  | 9                | 22               | 31               | 8                | -                | -  | -                    | -                    | -                    |                      |                      |
| 2004-2005  | Griffins de Grand Rapids   | LAH        | 50  | 13               | 32               | 45               | 17               | -                | -  | -                    | -                    | -                    |                      |                      |
| 2005-2006  | Wolves de Chicago          | LAH        | 67  | 19               | 40               | 59               | 48               | -                | -  | -                    | -                    | -                    |                      |                      |
| 2006-2007  | Griffins de Grand Rapids   | LAH        | 78  | 25               | 47               | 72               | 48               | 7                | 0  | 5                    | 5                    | 12                   |                      |                      |
| Totaux LNH | Totaux LNH                 | Totaux LNH | 449 | 74               | 165              | 239              | 105              | 25               | 6  | 11                   | 17                   | 23                   |                      |                      |

| Année | Équipe     | Compétition                 |   | PJ | B | A | Pts | Pun         |  | Résultat |
| 1988  | États-Unis | Championnat du monde junior | 7 | 2  | 2 | 4 | 2   | 6e position |  |          |
| 1990  | États-Unis | Championnat du monde        | 9 | 1  | 1 | 2 | 10  | 5e position |  |          |

## Trophées et honneurs personnels
- Central Collegiate Hockey Association
  - 1989 et 1990 : nommé dans la 1re équipe d'étoiles
  - 1990 : nommé joueur de l'année
- National Collegiate Athletic Association
  - 1989 et 1990 : nommé dans la 1re équipe d'étoiles américaine de l'Ouest
  - 1990 : gagne le Trophée Hobey Baker
- Ligue internationale de hockey
  - 1995 : gagne le trophée N.-R.-« Bud »-Poile
  - 1995 : remporte la Coupe Turner avec les Grizzlies de Denver

## Transactions en carrière
- 8 mars 1992 : échangé aux North Stars du Minnesota par les Nordiques de Québec en retour de Steve Maltais.
- 10 août 1993 : signe un contrat comme agent libre avec les Sharks de San José.
- 7 juillet 1994 : signe un contrat comme agent libre avec les Islanders de New York.
- 21 juillet 1995 : signe un contrat comme agent libre avec les Blackhawks de Chicago.
- 26 novembre 1997 : signe un contrat comme agent libre avec les Islanders de New York.
- 5 octobre 1998 : réclamé par les Penguins de Pittsburgh des Islanders de New York au repêchage intra-équipe.
- 29 janvier 2000 : échangé aux Mighty Ducks d'Anaheim par les Penguins de Pittsburgh en retour d'un choix de 9e ronde (Roman Šimíček) lors du repêchage d'entrée dans la LNH en 2000.
- 24 septembre 2000 : signe un contrat comme agent libre avec les Penguins de Pittsburgh.
- 16 janvier 2002 : signe un contrat comme agent libre avec les Islanders de New York.
- 9 juillet 2002 : signe un contrat comme agent libre avec les Capitals de Washington.

## Parenté dans le sport
- Frère des anciens joueurs Kelly et Kevin Miller.